# Liste der portugiesischen Botschafter in der Republik Moldau

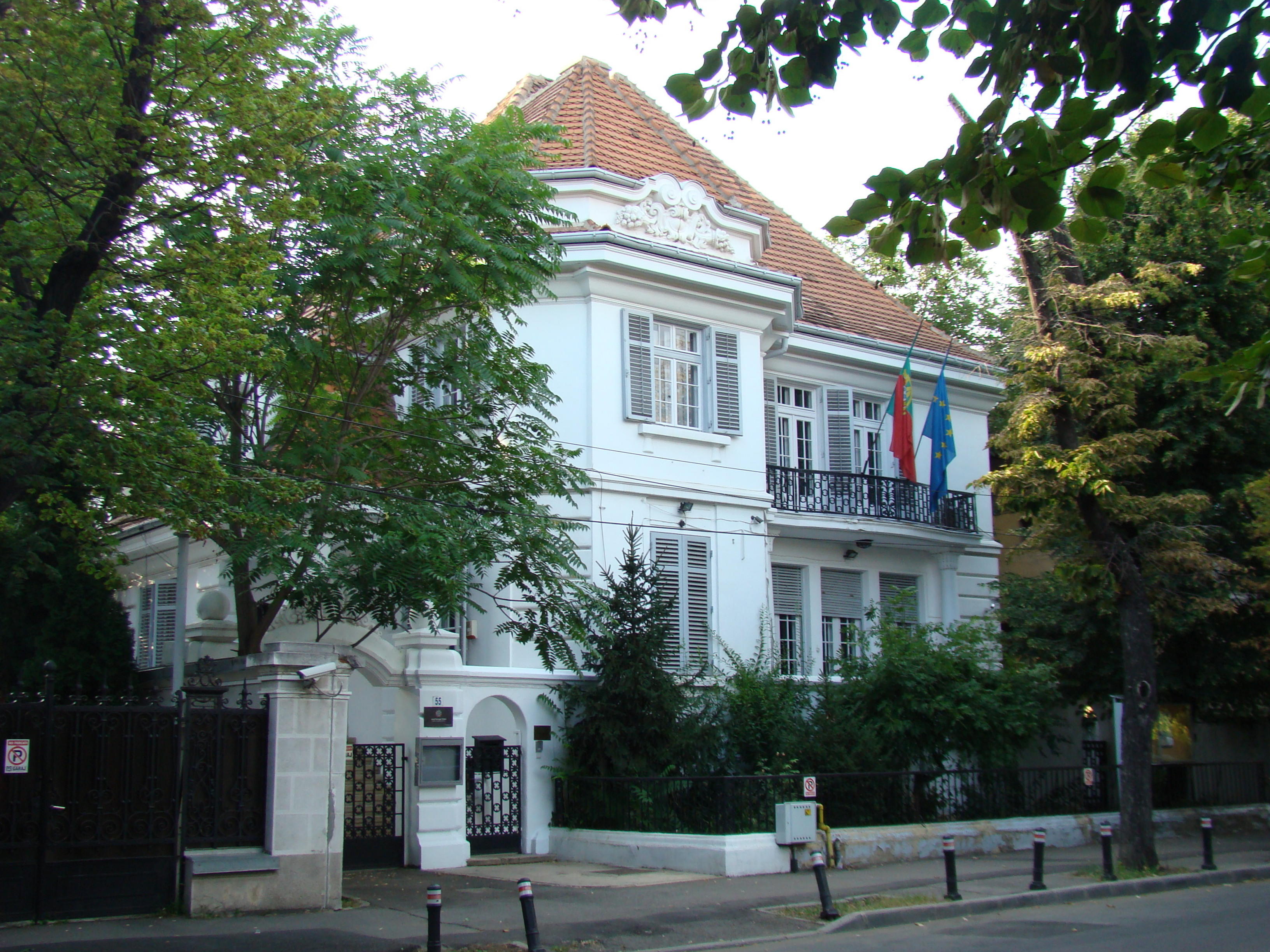
Die Botschaft Portugals in Bukarest ist auch für die Republik Moldau zuständig

Die Liste der portugiesischen Botschafter in der Republik Moldau listet die Botschafter der Republik Portugal in der Republik Moldau auf. Die beiden Staaten gingen nach der moldauischen Unabhängigkeit 1991 diplomatische Beziehungen ein. Eine eigene Botschaft in der moldauischen Hauptstadt Chișinău eröffnete Portugal bisher nicht, die Republik Moldau gehört zum Amtsbezirk der portugiesischen Botschaft in der rumänischen Hauptstadt Bukarest, der sich in Chișinău dazu doppelakkreditiert (Stand 2019).

## Missionschefs
| Name                                        | Bild   | Amtszeit                            | Anmerkungen                                                                       |
| Moldau                                      | Moldau | Moldau                              | Moldau                                                                            |
| ------------------------------------------- | ------ | ----------------------------------- | --------------------------------------------------------------------------------- |
| Constantino Ribeiro Vaz                     |        | 1995– 21. Februar 1997              | Botschafter mit Amtssitz Bukarest                                                 |
| José Augusto Baptista Lopes e Seabra        |        | 17. April 1997 –1. Februar 2001     | Botschafter mit Amtssitz Bukarest                                                 |
| Zózimo Justo da Silva                       |        | 12. Februar 2001 –1. April 2005     | Botschafter mit Amtssitz Bukarest                                                 |
| Beatriz Moreira                             |        | 2. April 2002 –17. November 2005    | Übergangs-Geschäftsträgerin am Amtssitz Bukarest                                  |
| Alexandre Maria Lindim Vassalo              |        | 18. November 2005 –2. Januar 2011   | Botschafter mit Amtssitz Bukarest                                                 |
| António Chambers de Antas de Campos         |        | 17. Januar 2011 –20. September 2012 | Botschafter mit Amtssitz Bukarest                                                 |
| João Bernardo de Oliveira Martins Weinstein |        | 2013– 8. August 2017                | Botschafter mit Amtssitz Bukarest, am 13. April 2014 in Chișinău akkreditiert     |
| Fernando Manuel de Jesus Teles Fazendeiro   |        | seit 2017                           | Botschafter mit Amtssitz Bukarest, am 20. September 2018 in Chișinău akkreditiert |